# Stephan Dietrich

Stephan Dietrich, 1941 in Wildenthal

Stephan Dietrich, genannt Saaf(e)nlob, (* 17. Februar 1898 in Eibenstock; † 8. Mai 1969 in Hohenlimburg) war Lehrer und ein Heimatdichter des Erzgebirges.

## Leben
Stephan Dietrich entstammt einer Bergmannsfamilie. Er besuchte von 1912 bis 1919 das Lehrerseminar in Schneeberg und war dann als Hilfsschullehrer, Lehrer und Schulleiter in Eibenstock und Wildenthal tätig. Zum 1. Mai 1937 trat er der NSDAP bei (Mitgliedsnummer 5.819.953). Auf seine Initiative wurde in Wildenthal die Grenzlandschule gebaut. Nachdem das Richtfest am 14. August 1939 stattfand, wurde das Gebäude am 11. November 1940 durch den NSDAP-Gauamtsleiter Arthur Göpfert als Schulhaus und Dorfgemeinschaftssaal geweiht. Bereits ab Ostern 1940 leitete Stephan Dietrich den Schulbetrieb in Wildenthal. Am 19. August 1940 übersiedelte er von Eibenstock nach Wildenthal und zog in das mit der Grenzlandschule gebaute Lehrerhaus ein. 
Während des Zweiten Weltkrieges gestaltete er als Heimatdichter mehrere, darunter auch politisch motivierte Veranstaltungen mit, so 1943 den Kameradschaftsabend zum 20-jährigen Bestehen der NSDAP-Ortsgruppe Schönheide unter dem Motto „Deitsch un frei wolln mer sei!“.

Nach Kriegsende setzten sich der damalige Gemeinderat und Bürgermeister von Wildenthal aufgrund seiner Verdienste als Lehrer und Kulturschaffender für seinen Verbleib im Schuldienst ein. Trotzdem wurde er wohl aufgrund seines Postens als Propaganda-Leiter der Gemeinde und seiner NSDAP-Mitgliedschaft am 3. September 1945 inhaftiert und war von 1945 bis 1948 in den NKWD-Speziallagern Bautzen und Mühlberg. Am 26. September 1945 wurde ihm vom Bezirksschulamt mitgeteilt, dass er mit sofortiger Wirkung aus dem Schuldienst auszuscheiden habe. 

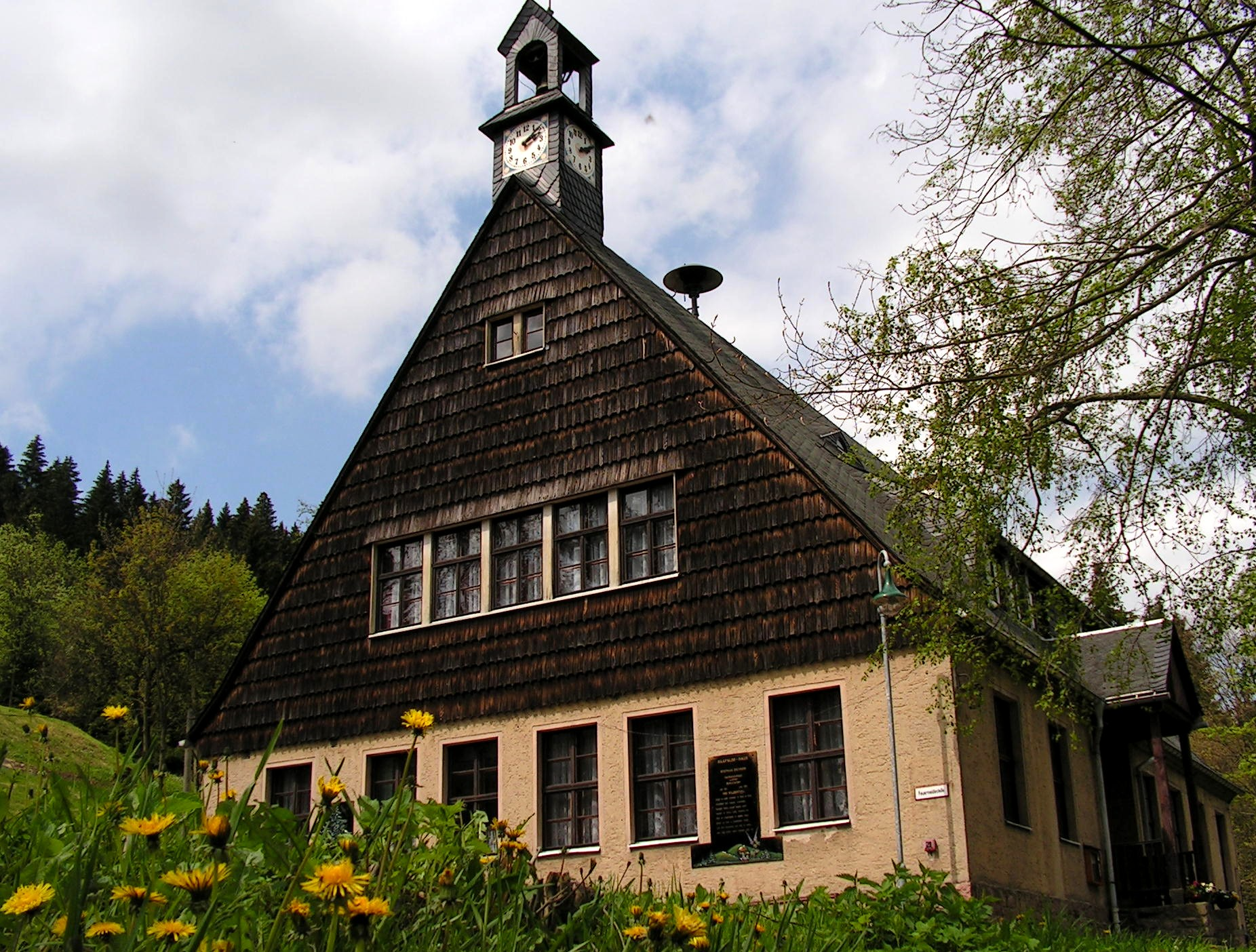
Ehemalige Grenzlandschule und jetziges Dorfgemeinschaftshaus „Saafnlob-Haus“ in Wildenthal

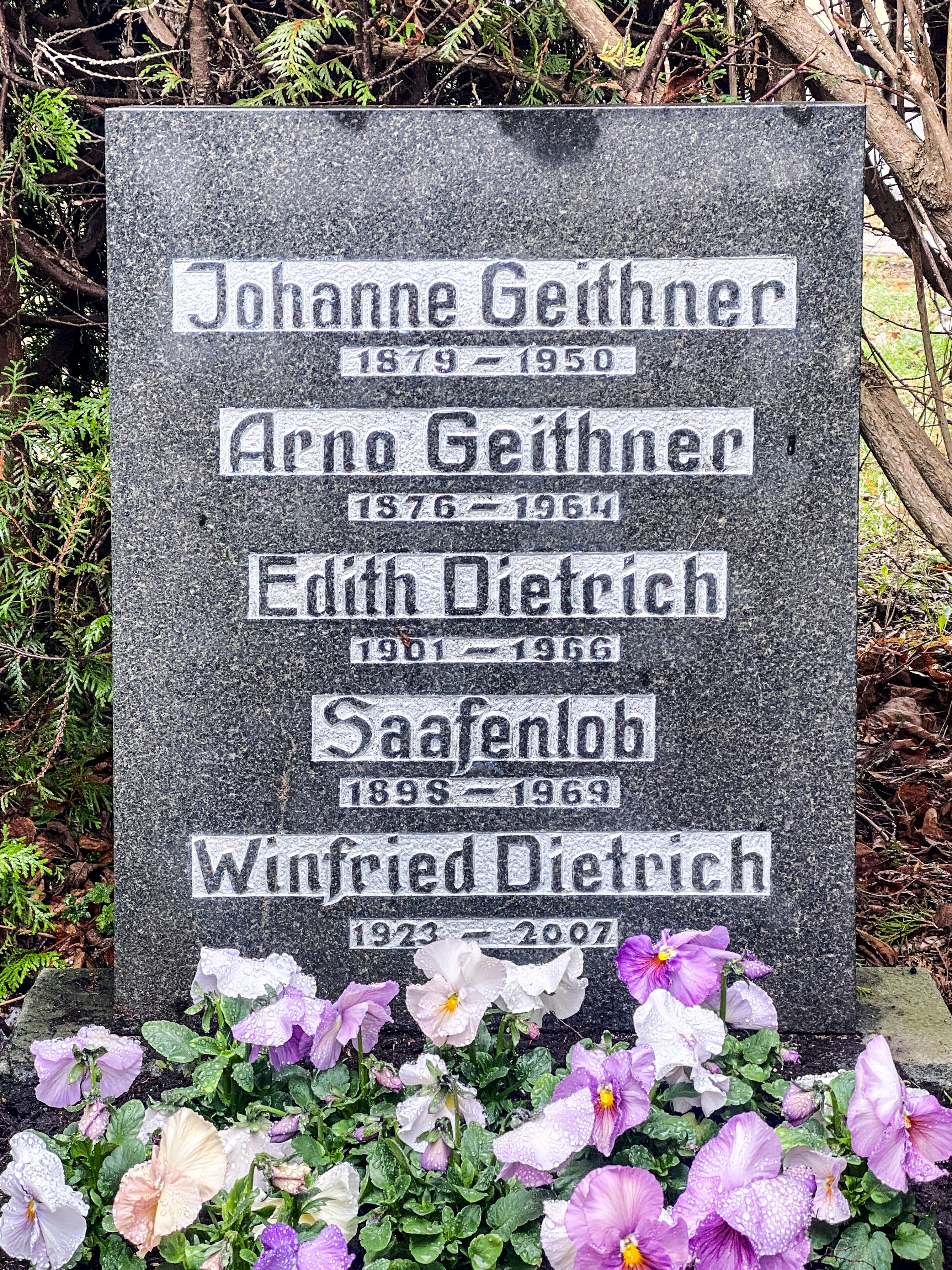
Grab von Stephan Dietrich auf dem Friedhof in Eibenstock

Von 1948 bis 1953 arbeitete er als Waldarbeiter und Markscheidergehilfe im Uranbergbau. Im August 1950 erfolgte der Zwangsauszug aus dem Lehrerhaus; er fand mit seiner Frau Unterkunft bei Familie E. Rudolph in Wildenthal. Mit dem damaligen Bürgermeister von Wildenthal, Kurt Baumann, organisierte er im Sommer 1950 das erste Hammerfest, das seitdem jährlich am zweiten Wochenende im August als großes erzgebirgisches Volksfest in Wildenthal gefeiert wird. Am 18. Juli 1952 übersiedelte er nach Eibenstock, wo er 1953 zunächst den organisatorischen Aufbau der Sonderschule und später deren Leitung bis zu seinem Ruhestand 1963 übernahm.
Am 16. Oktober 1921 heiratete er in Eibenstock Edith Geithner. Nach dem Tod seiner Ehefrau verließ er am 28. November 1967 Eibenstock und lebte bei seinem Sohn Winfried in Hagen. Dort wollte er sein künstlerisches Schaffen fortsetzen, aber ein altes Herzleiden setzte am 8. Mai 1969 seinem Leben ein Ende. Seinem letzten Wunsch folgend, wurde die Urne in der Grabstätte seiner Frau in Eibenstock beigesetzt.
Sein Spitzname lautete Saafenlob oder Saafnlob. Er unterschrieb in beiden Varianten.

## Ehrungen

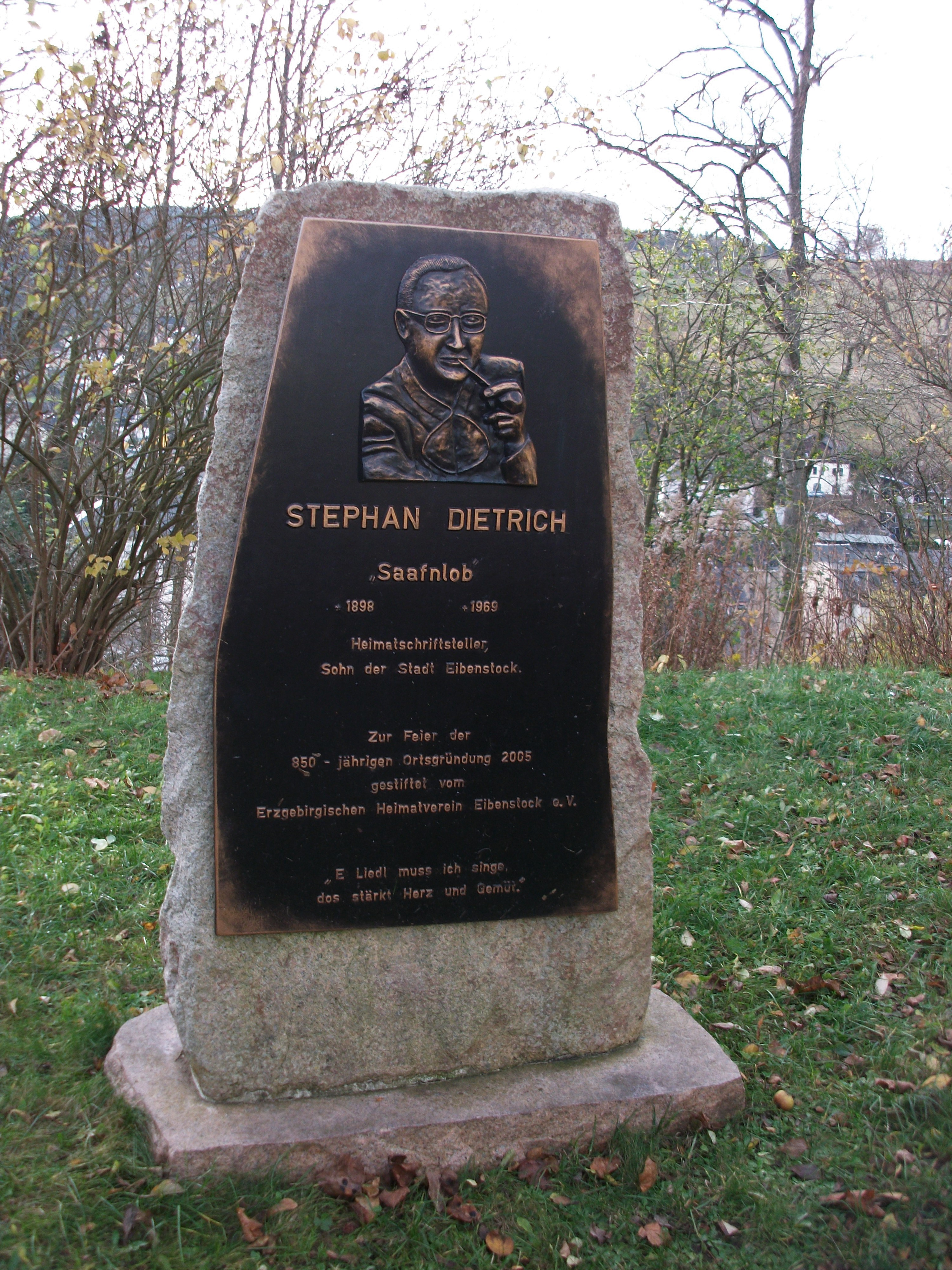
Stephan-Dietrich-Gedenkstein in Eibenstock

Zum Wildenthaler Hammerfest 2003 wurde das Haus des Gastes, in dem sich früher die Schule befand, auf seinen Namen geweiht. An dem Gebäude wurde eine Gedenktafel angebracht. In Eibenstock befindet sich in der Straße „Haberleite“ ein Gedenkstein.

## Werke (Auswahl)
- Theaterstücke:
  - Hutzenobnd beim Saafnlob zer Fosndzeit, 1934
  - Grenzland
- Erzählungen und Gedichte:
  - Erzählungen und Gedichte, Band I, Arzgebörg mei Hamitland! Schwarzenberg 1936, 2. Aufl. 1941
  - Erzählungen und Gedichte, Band II, Su is mei Haamit! Schwarzenberg 1936
  - E Liedl muß ich singe, Leipzig 1991
- Musikstücke:
  - Eibenstocker Bergmannsmarsch
  - Mei Wildnthol
  - Hutzen - Marsch

## Zitat
Mei Hamit.
Dort wu de Walder singe ir uralt Hamitlied. Do wu an Bach in Sommer is wilde Rösl blüht. Do liegt in Barg un Waldern mei Hamit wunnerschie. Wann do is Harz nett aufgieht, denn ka ich nett verstieh. …
Ein lang gehegter Wunsch, den uns seine folgenden Worte verraten, ging mit seinem Einzug in das mit der Grenzlandschule neu gebauten Lehrerhauses in Wildenthal am 19. August 1940 in Erfüllung:
Ich brauchet wetter garnischt auf der Walt. Kaa Auto, kaa groß Ageziehg, kaa Gald. Bluß a klaa Heisel ach dos wär schuh schie. Dos mißt racht aasam uhm am Waldrand stieh.